# سید مجدالدین قاضی دزفولی
مجدالدین قاضی‌دزفولی نخستین امام‌جمعه دزفول و از فعالان سیاسی–مدنی دوران پهلوی است.

## زندگی شخصی
او در سال ۱۲۷۹ در خانه پدربزرگ مادری‌اش در دزفول متولد شد. پدرش عبدالحسین از روحانیون برجسته آنجاست. مادرش که از خاندان قاضی محسوب می‌شود، همواره وی را نسبت به فراگیری علوم زمان خود تشویق می‌کرد. پدربزرگ مادری‌اش که محمدباقر نام داشت، از مراجع تقلید عصر خود بود.
از صفات شخصیتی وی می‌توان به قانع‌بودن و خوش‌حافظه‌بودن اشاره کرد.

## تحصیلات و فعالیت‌های دینی
مقدمات را نزد اساتید آن زمان به پایان رساند و دروس سطح و خارج خود را نزد محمدرضا معزی، عبدالمهدی داعی (شاگرد محمدحسن شیرازی)، محمدعلی معزی، محمدمهدی بیگدلی و عبدالحسین عاملی (شاگرد محمدکاظم خراسانی) آموخت. در سال ۱۳۳۵، رتبه اجتهاد او توسط حسین بروجردی و علی بهبهانی مورد تصدیق قرار گرفت.
عبد المهدی داعی وصیت کرد پس از مرگش، مجدالدین امامت مسجد بازار را برعهده بگیرد. وی امامت آن مسجد را بیش از ۵۰ سال و تا زمان وفاتش برعهده داشت.
وی مؤسس حوزه علمیه آیت‌الله قاضی دزفول می‌باشد.

## تدریس
مجدالدین سال‌های زیادی از عمر خود را صرف آموزش طلاب کرد و در راه تدریس و پرداخت شهریه‌شان زحمات فراوانی را متحمل شد. وی مدتی در مدرسه لرزاده در تهران تدریس می‌کرد.

## فعالیت‌های سیاسی–مدنی
در سال ۱۳۳۰ شمسی حزب زحمت‌کشان ملت ایران تجمعی را علیه خان‌های جنوب ایران ترتیب داد، که مجدالدین در این تجمع حضور یافت. او در جریان دیدارهای خود با ابوالقاسم کاشانی، از رهبران مذهبی و سیاسی آن دوره، مسائل و مشکلات مردم دزفول را با وی در میان می‌گذاشت.
پس از وقایع ۱۵ خرداد ۱۳۴۲ و دستگیری روح‌الله خمینی، او بیانیه‌ای در حمایت از او منتشر کرد، و به همراه گروهی از روحانیون دزفول، به مدت ۳۵ روز حوزه‌های علمیه و مساجد شهر را تعطیل کردند. همچنین نامه‌ای خطاب به دربار پهلوی نوشت که با امضای چند تن از روحانیون همراه بود. در این نامه هشدار داده شده بود که آسیب رساندن به خمینی، عواقب شدیدی برای حکومت به دنبال خواهد داشت.
در ۲۶ آذر ۱۳۵۶، تظاهراتی ضد حکومت پهلوی در دزفول برگزار شد که وی در آن شرکت کرد. پس از پیروزی انقلاب در بهمن ۱۳۵۷، او برای مدتی زیرزمین خانه خود را به محل نگهداری برخی از دستگیرشدگان دوره پهلوی اختصاص داد.

## درگذشت
مجدالدین در ۱۳ بهمن ۱۳۶۴ و در حدود ۸۵ سالگی درگذشت.

## در نگاه دیگران
- نعمت‌الله—برادرزاده و داماد وی—می‌گوید: «عمویم همه وجودش حُسن ظن است.»[۹][۱۰]
- محمدعلی، نوه‌اش، وی را شخصی مهربان، صبور، باتقوا، شجاع و انقلابی توصیف می‌کند.[۱۱]
- جوان‌آنلاین به نقل از محمدعلی سخاوت، رزمنده دزفولی جنگ ایران و عراق نوشت: «با آغاز دفاع مقدس نقش محوری و تأثيرگذار آيت‌الله مجدالدين قاضی‌دزفولی پررنگ‌تر از گذشته شد. ايشان زمانی كه شهر زير گلوله‌باران و موشک‌باران قرار داشت، يک‌بار هم نمازجمعه را تعطيل نكرد. حضورش قوت قلبی برای مردم بود و دزفولی‌ها هم به تبعيت از او شهر را ترک نكردند. ما كه آن موقع رزمنده بوديم، وقتی در نمازجمعه شهر شركت می‌كرديم با روحيه بالاتری به جبهه برمی‌گشتيم. حضور شخصيتی همچون آيت‌الله قاضی روحيه بسيار بالايی به مردم و رزمنده‌ها می‌داد. ايشان يک پيرمرد ۸۰ ساله بود، اما خودش را يک بسيجی می‌دانست و می‌گفت دوست دارم يک بسيجی باشم. سعی می‌كرد خودش شخصاً در بيشتر اعزام نيرو‌ها به جبهه شركت كند و از نزديک با رزمنده‌ها همنشين باشد. بسيار به خانواده شهدا و رزمنده‌ها سر می‌زد و در مسجد جامع و آستانه متبركه حضرت سبزقبا (علیه‌السلام) و ديگر مكان‌های اعزام نيرو به جبهه، حضور فعال و پررنگی داشت.»[۳]
- علی خامنه‌ای، دومین رهبر جمهوری اسلامی ایران، طی سخنرانی‌ای در دیدار با جمعی از مردم دزفول، اینگونه به توصیف وی می‌پردازد: «امام‌جمعه روشن‌دل این شهر در دوران دفاع مقدس، که عزم‌ها را در مقاومت سرسختانه در برابر دشمن راسخ‌تر کرد.»[۱۲]

## خاطرات
- محمدتقی جعفری روزی در بُرهه جنگ ایران و عراق به دزفول می‌رود، و از قضا در همان روز رادیو عراق تهدید به بمباران شهر می‌کند. محمدتقی و چند نفر آماده ترک شهر می‌شوند، ولی می‌بینند مجدالدین حاضر به ترک شهر نیست. محمدتقی از او می‌خواهد که حداقل به زیرزمین خانه‌اش برود‌، اما او قبول نمی‌کند. سرانجام پس از اصرار محمدتقی، مجدالدین می‌گوید: «اين مردمی كه در دزفول هستند به اعتبار و گفته من در شهر مانده‌اند و دارند مقاومت می‌كنند. بسياری از اينها ممكن است در اين وقت روز برايشان مقدور نباشد از شهر بيرون بروند، يا امكان رفتن به زيرزمين را نداشته باشند. اينها يا پاسدار و رزمنده هستند يا كارگر و رفتگر شهرداری كه در سطح شهر دارند كار می‌كنند و زحمت می‌كشند، يا پزشک و پرستارند كه شب تا صبح در بيمارستان كار می‌كنند. ما به اينها گفته‌ايم در شهر بمانيد و مقاومت كنيد، حالا خودمان برويم داخل زيرزمين و اينها در معرض خطر و تهديد و تجاوز باشند؟ اين درست نيست.»[۳]

- حمید سبحانی‌نیا، خلبان بازنشسته نیروی هوایی ارتش جمهوری اسلامی ایران: «پس‌ از بمباران سکو‌های البکر و الامیه توسط خلبانان شجاع نیروی هوایی، سرهنگ عابدی که فرمانده آن عملیات افتخارآفرین بود به همراه جمعی دیگر از خلبانان، به حضور آیت‌الله سید مجدالدین قاضی دزفولی رسیدند و گزارشی از عملیات را برای ایشان بیان کردند. حاج آقا ضمن ابراز رضایت و دعا برای خلبانان، از سرهنگ عابدی پرسید: با کدام انگشت، ماشه موشک‌ها و راکت‌ها را چکانده‌اید؟ سرهنگ دست خود را بالا برد و انگشت سبابه‌اش را نشان داد و عرض کرد: با این انگشت. ناگهان در برابر چشمان تمام حاضران آیت‌الله قاضی دزفولی خم شد و آن انگشت را بوسید و فرمود: آفرین بر شما. باید این انگشت را بوسید. این انگشت بوسیدن دارد. این در حالی بود که سرهنگ، جوانی حدود ۳۵ ساله بود و حاج آقا بیش از ۸۰ سال داشت. سرهنگ عابدی که با مشاهده تواضع شوکه شده بود، بر روی پای آیت‌الله قاضی دزفولی افتاد و دست و پای‌ ایشان را بوسید و همه را به گریه شوق انداخت.»[۱۳]

### ارجاعات
1. 1 2  «دبیر شورای عالی انقلاب فرهنگی: حوزه علمیه خود را با تحولات علمی دنیا به‌روز کند». شورای عالی انقلاب فرهنگی. ۱۴ بهمن ۱۴۰۲. دریافت‌شده در ۱۱ فروردین ۱۴۰۴.
2. 1 2  (رجائی و حبیب‌پور ۱۳۹۰، ۱۸)
3. 1 2 3 4 5 6  محمدی، علیرضا (۳ خرداد ۱۴۰۱). «عالِمی که دوست داشت یک بسیجی ساده باشد». جوان‌آنلاین. دریافت‌شده در ۱۱ فروردین ۱۴۰۴.
4. 1 2 3 4  «آیت الله قاضی دزفولی فقیهی بی بدیل با قلبی که گنجینه قرآن مجید بود». خبرگزاری صدا و سیما. ۲۶ دی ۱۴۰۲. دریافت‌شده در ۱۱ فروردین ۱۴۰۴.
5. 1 2  (رجائی و حبیب‌پور ۱۳۹۰، ۱۵)
6. ↑  «فرماندار دزفول: روحیه جهادی آیت‌الله قاضی دزفولی به نسل جدید معرفی شود». خبرگزاری جمهوری اسلامی (ایرنا). ۱ بهمن ۱۴۰۲. دریافت‌شده در ۱۱ فروردین ۱۴۰۴.
7. 1 2  (رجائی و حبیب‌پور ۱۳۹۰، ۱۶)
8. 1 2  «آیت‌الله قاضی‌دزفولی (ره) مجاهدی خستگی‌ناپذیر». خبرگزاری جمهوری اسلامی (ایرنا). ۱۴ بهمن ۱۳۹۱. دریافت‌شده در ۱۲ فروردین ۱۴۰۴.
9. ↑  (رجائی و حبیب‌پور ۱۳۹۰، ۹)
10. ↑  حُسن ظن: خوش‌گمانی
11. ↑  (رجائی و حبیب‌پور ۱۳۹۰، ۷–۱۰)
12. ↑  «سخنرانی رهبر انقلاب در اجتماع بزرگ مردم دزفول». پايگاه اطلاع‌رسانی دفتر حفظ و نشر آثار حضرت آيت‌الله‌العظمی سيدعلی خامنه‌ای. ۲۳ اسفند ۱۳۷۵. دریافت‌شده در ۱۱ فروردین ۱۴۰۴.
13. ↑  «تکریم متواضعانه آیت‌الله قاضی دزفولی از خلبانان ارتش در دوران دفاع مقدس». خبرگزاری دفاع مقدس. ۸ اسفند ۱۴۰۰. دریافت‌شده در ۱۱ فروردین ۱۴۰۴.

### کتاب
رجائی، غلامعلی، و حبیب‌پور، حبیب. ۱۳۹۰. مَجد دین: خاطرات زندگی عالم ربانی آیت‌الله سید مجدالدین قاضی‌دزفولی. نیلوفران.